# Felicity Mason
Felicity Mason (ur. 14 listopada 1976 w Sydney) – australijska aktorka i artystka.
W 2001 ukończyła The Actors Workshop w Brisbane. Wystąpiła w dwóch głównych rolach w filmach Undead (2002) w reżyserii Michaela i Petera Spierigów oraz Hollywood (2004) w reżyserii Dinesha Baboo. W tym drugim filmie jej rola była napisana w języku kannada. W 2006 napisała i zagrała w pilotażowej serii komedii Oralick Records, wyprodukowanej przez NBC Universal.
Jest artystką i malarką. Jej prace omawiają wiele tematów dotyczących współczesnej kultury. W 2005 wzięła udział w wystawie sztuki Chelsea a Mixed Bag w Fox Gallery w Brisbane, a w 2008 w The Election Show w SoHo.

## Filmografia
- 2003: The Sleepover Club
- 2003: Zombie z Berkeley (Undead)
- 2003: Hollywood – Manisha
- 2006: Mortified – Palmer